# Eunice Jepkorir
Eunice Jepkorir, född den 17 februari 1982, är en kenyansk friidrottare som tävlar på 3 000 meter hinder.
Efter att tidigare i sin karriär huvudsakligen tävlat i slättlöpning valde Jepkorir 2005 att tävlat på 3 000 meter hinder. VM 2007 blev hennes första mästerskap och hon blev bronsmedaljör. Samma år noterade hon ett nytt kenyanskt rekord på distansen när hon i Aten sprang på 9.14,52. Under 2008 har hon förbättrat denna tid ytterligare till 9.11,18. Jepkorir deltog i Olympiska sommarspelen 2008 där hon satte nytt personligt rekord med tiden 9.07,41. Tiden räckte till silver efter omöjliga Gulnara Samitova.  